# A ceruza és a radír
A ceruza és a radír 1960-ban bemutatott magyar rajzfilm, amelyet  Macskássy Gyula írt és rendezett. Az animációs játékfilm zenéjét Ilosvay Gusztáv szerezte. A mozifilm a Pannónia Filmstúdió gyártásában készült.
A rajzfilm több díjat is nyert, például 1960-ban a Karlovy Vary Rajzfilmfesztivál díját, ugyancsak 1960-ban Budapest Kisfilm szemle I. díját, 1961-ben az Oberhauseni filmfesztiválon oklevelet kapott.

## Történet
A film szereplői: egy ceruza és egy radír, akik üres papírlapokat hódítanak meg – ki-ki a maga módján. A ceruza önfeledten rajzol hol ezt. hol azt, madarat, kiskutyát,  hajóskapitányt. Ha a radír nem segítene rajta, olykor bajban lenne. A néha találomra firkált vonalakat törli. És átalakulnak a rajzok.
Amikor aztán egy autón összevitatkoznak, hogy merre menjen, a ceruza már rajzolhat bármit, a radír megsértődik és nem törli a hibásan rajzoltakat. A ceruza erre összevissza firkálni kezd, a radír pedig ész nélkül radírozni. Ez az őrjöngés végül oda vezet, hogy a filmszalagról a lehetetlen semmibe kerülnek át.
Nem lehetnek meg egymás nélkül.

## Alkotók
- Írta és rendezte: Macskássy Gyula
- Zenéjét szerezte: Ilosvay Gusztáv
- Operatőr: Harsági István, Jávorszky László
- Vágó: Czipauer János
- Hangmérnök: Vargányi László
- Tervezte: Várnai György
- Rajzolták: Bátai Éva, Borsoti Istvánné, Dr. Székely Gáborné, Egresi Erzsébet, Kiss Bea, Máday Gréte, Mata János, Spitzer Kati, Szabó Szabolcs, Szemenyei András, Vörös Gizella
- Asszisztensek: Henrik Irén, László Andor, Neményi Mária, Török László
- Gyártásvezető: Bártfai Miklós

Készítette a Pannónia Filmstúdió